# Vtiger CRM
vtiger CRM ist eine freie Open-Source-Software für das Customer-Relationship-Management (CRM). Die Software basiert auf der Skriptsprache PHP und der Datenbank MySQL. Umsetzungen wurden auch bereits mit PostgreSQL und Oracle Datenbanken durchgeführt. Als Betriebssysteme werden Linux, Windows und Unix-Systeme unterstützt.

## Geschichte
vtiger CRM wurde als Abspaltung von SugarCRM mit dem Ziel gestartet, eine quelloffene CRM-Software zu schaffen, die den Funktionsumfang von SugarCRM und Salesforce.com abdeckt. Version 1.0 erschien im Dezember 2004. Als Entwickler tritt das gleichnamige, in Indien und den USA ansässige Unternehmen vtiger auf.

## Funktionsumfang
vtiger CRM beinhaltet neben Kampagnen für Marketingzwecke auch Module wie Leads und Verkaufspotentiale zur Unterstützung des Vertriebsprozesses. Das Angebots- und Rechnungswesen sowie eine einfache Warenwirtschaft ist ebenfalls integriert. Außerdem gibt es Funktionen, um Dienstleistungen und Serviceverträge zu hinterlegen. Aktionen, um aus Angeboten einfach Bestellungen und Rechnungen erzeugen zu können, sind in vtiger CRM ebenfalls zu finden. Als Add-on existiert ein Customerportal für den Zugriff der Kunden auf Ticket- und FAQ-Funktionen.
Daneben können eigene Ansichten mit diversen Filterregeln erstellt werden. Die Software unterstützt zahlreiche Sprachen, darunter auch Deutsch. Mittels Plug-ins kann vtiger CRM in Microsoft Outlook, Microsoft Office und Mozilla Thunderbird sowie als Symbolleiste in Mozilla Firefox eingebunden werden.

## Rezeption
Die Fachzeitschrift CRM zählt vtiger CRM bei der jährlichen Verleihung der CRM Market Awards regelmäßig zu den Marktführern im Bereich der Open-Source-CRM unmittelbar nach SugarCRM. Das T3n Magazin beschreibt den Einsatz der Software bei der PB Factoring der Postbank, hebt die „beeindruckend […] vielfältigen Möglichkeiten von vtiger CRM“ hervor und lobt „die große und rege Community“. In einem Vergleichstest resümiert heise 2006, dass „derzeit lediglich SugarCRM und dessen Ableger Vtiger“ einen „für ‚normale‘ Anwender“ ausreichenden Bedienkomfort bieten. Ein ausführlicher Vergleichstest von Open Source CRM-Lösungen hebt den „sehr großen Funktionsumfang“, eine „gute Office Integration“ und „ansprechende intuitive Oberfläche“ hervor. Die Software „kann sich durchaus mit vielen proprietären CRM Systemen messen“.